# Aletta Ocean
Aletta Ocean (ur. 14 grudnia 1987 w Budapeszcie) – węgierska modelka i aktorka występująca w filmach pornograficznych.

## Życiorys
Ukończyła ekonomię w Budapeszteńskiej Szkole Ekonomicznej. W 2006 została Miss Turystyki Węgier i 29 grudnia 2006 znalazła się w pierwszej szóstce finalistek konkursu piękności Miss Węgier. W wieku dziewiętnastu lat podjęła pracę jako modelka. 
W kwietniu 2007 zetknęła się z biznesem porno przez swojego chłopaka, który był wówczas aktorem porno, a później także pracował za kulisami dla sieci 21Sextury i nakręcił wiele filmów. Po sześciu miesiącach postanowiła zostać pełnoetatową aktorką porno, a następnie pracowała pod pseudonimami Doris i Aletta Alien. Brała udział w scenach seksu analnego, w tym podwójnej penetracji, seksu grupowego, gang bang, seksu oralnego, seksu lesbijskiego, bukkake, cunnilingus, ass to mouth i anilingus w produkcjach międzynarodowych, w tym w firmach takich jak Brazzers, Jules Jorden, Evil Angel, Reality Kings, Digital Playground, Naughty America i 21 Sextury, kręconych na Węgrzech, Czechach, Francji czy w Stanach Zjednoczonych.
W połowie 2008 powiększyła usta, a pół roku później powiększyła biust. Zmieniła pseudonim na Aletta Ocean i dwukrotnie pracowała w Stanach Zjednoczonych w 2009, za każdym razem po dwa miesiące. Pod koniec 2009 ponownie powiększyła piersi. Według Ocean same implanty piersi ważą prawie 2 kg. 
Po zdobyciu dwóch branżowych nagród AVN Award, zarówno dla zagranicznej wykonawczyni roku, jak i dla najlepszej sceny seksu w produkcji zagranicznej, firma Private Media Group zadedykowała jej swoją kompilację (z nową sceną) The Private Life of Aletta Ocean.

## Nagrody i nominacje
| Rok  | Nagroda             | Kategoria                                        | Film                            | Inni wykonawcy                                        | Rezultat  |
| ---- | ------------------- | ------------------------------------------------ | ------------------------------- | ----------------------------------------------------- | --------- |
| 2008 | Nagroda Viva Thomas | Najlepsza heteroseksualna performerka            | –                               | –                                                     | Nominacja |
| 2009 | Erotixxx Award      | Najlepsza międzynarodowa debiutantka             | –                               | –                                                     | Nominacja |
| 2009 | Hot d’Or            | Najlepsza europejska gwiazdka                    | –                               | –                                                     | Nominacja |
| 2010 | AVN Award           | Wykonawczyni zagraniczna roku                    | –                               | –                                                     | Wygrana   |
| 2010 | AVN Award           | Najlepsza scena seksu w produkcji zagranicznej   | Dollz House (2009)              | Olivier Sanchez i George Uhl                          | Wygrana   |
| 2010 | F.A.M.E. Awards     | Najgorętsze ciało                                | –                               | –                                                     | Nominacja |
| 2010 | F.A.M.E. Awards     | Ulubiona gwiazda analna                          | –                               | –                                                     | Nominacja |
| 2011 | AVN Award           | Najlepsza scena seksu z podwójną penetracją      | You, Me & Her (2010)            | David Perry i Mick Blue                               | Nominacja |
| 2011 | Galaxy Award        | Najlepsza scena                                  | A Shoot Gone Wrong (2010)       | Tarra White, Choky Ice i David Perry                  | Nominacja |
| 2011 | Galaxy Award        | Najlepsza aktorka europejska                     | –                               | –                                                     | Nominacja |
| 2011 | Galaxy Award        | Najlepsza aktorka amerykańska                    | –                               | –                                                     | Nominacja |
| 2011 | Galaxy Award        | Najlepsza osobista strona internetowa            | –                               | –                                                     | Nominacja |
| 2011 | XBIZ Award          | Wykonawczyni zagraniczna roku                    | –                               | –                                                     | Nominacja |
| 2012 | AVN Award           | Wykonawczyni zagraniczna roku                    | –                               | –                                                     | Nominacja |
| 2012 | AVN Award           | Najlepsza scena seksu w produkcji zagranicznej   | Hold Me Close (2011)            | Brandy Smile                                          | Nominacja |
| 2012 | Galaxy Award        | Najlepsza aktorka                                | –                               | –                                                     | Nominacja |
| 2012 | Galaxy Award        | Najlepsza osobista strona internetowa            | –                               | –                                                     | Nominacja |
| 2012 | XBIZ Award          | Wykonawczyni zagraniczna roku                    | –                               | –                                                     | Nominacja |
| 2013 | AVN Award           | Wykonawczyni zagraniczna roku                    | –                               | –                                                     | Nominacja |
| 2013 | XBIZ Award          | Wykonawczyni zagraniczna roku                    | –                               | –                                                     | Nominacja |
| 2013 | Miss FreeOnes       | Najlepsza europejska laska                       | –                               | –                                                     | Wygrana   |
| 2013 | Miss FreeOnes       | Miss FreeOnes                                    | –                               | –                                                     | Nominacja |
| 2014 | Miss FreeOnes       | Miss FreeOnes                                    | –                               | –                                                     | Nominacja |
| 2017 | XBIZ Award          | Wykonawczyni zagraniczna roku                    | –                               | –                                                     | Nominacja |
| 2018 | XBIZ Europa Award   | Najlepsza scena seksu w filmie fabularnym        | Fly Girls: Final Payload (2017) | Marcus London, Nicolette Shea, Jai James i Luke Hardy | Nominacja |
| 2021 | XBIZ Europa Award   | Gwiazda roku premium w mediach społecznościowych | –                               | –                                                     | Nominacja |